# Puzzelmuseum
Het Puzzelmuseum is een museum in Joure. Het museum is op afspraak te bezoeken. In het  museum zijn 50.000 logische puzzels, breinbrekers en raadsels te zien. Legpuzzels vormen geen onderdeel van de collectie. 

## Collectie
De collectie bestaat uit meer dan 50.000 puzzels, de oudste dateren uit 1900.  Van de verzameling wordt slechts een selectie getoond, een groot deel is opgeslagen.  De vitrines tonen een diversiteit aan oude puzzels, nostalgische doosjes en reclamepuzzels van bedrijven. 
Een van de exposities zijn gewijd aan gezichtsbedrog. Aan de muren hangen voorbeelden van optisch bedrog, illusies en taalgrappen.
De collectie bevat verder puzzelsoorten als tangram, schuifpuzzels, constructiepuzzels, metalen puzzels, kubussen van Rubik, maar ook geduldspelletjes, solitaire, boter kaas en eieren en molenspel.
Onderdeel van de collectie zijn 18.000 schuifpuzzels, waaronder een groot aantal over het werk van Escher. 
Onderdeel van de grote collectie puzzelboeken is de complete serie ‘Winterboeken’ die tussen 1939 en 1975 verschenen bij tijdschrift Margriet. Andere puzzeluitingen zijn zoekplaatjes, optische illusies, rebussen en spreekwoorden.

## Auke Reijenga
Het museum op industrieterrein De Ekers werd opgezet door Auke Reijenga (1960) uit Joure. Zijn eerste schuifpuzzeltje kreeg hij toen hij zes jaar oud was. Zijn verzameling breidde zich snel uit door de rage van de Rubiks kubus. Tot de museumobjecten behoort een exemplaar oude Chinese ringen van zijn grootmoeder.  In 2008 werd het twee verdiepingen tellende bedrijfsgebouw aan De Brekken geopend door de Friese gedeputeerde Jannewietske de Vries.  Bezoekers kunnen op de onderste verdieping zelf puzzelen, eigenaar Reijenga zorgt als clown en goochelaar voor entertainment. Daarbij komen voorbeelden aan de orde die op het eerste gezicht onoplosbaar lijken. 
Reijenga gaf in 2013 zijn werk als onderwijzer op om zich toe te kunnen leggen op het Puzzelmuseum en het verzorgen van optredens. 